# Menetou-Râtel
Menetou-Râtel är en kommun i departementet Cher i regionen Centre-Val de Loire i de centrala delarna av Frankrike. Kommunen ligger  i kantonen Sancerre som tillhör arrondissementet Bourges. År 2022 hade Menetou-Râtel 463 invånare.

## Befolkningsutveckling
Antalet invånare i kommunen Menetou-Râtel
Referens:INSEE